# Missione San Francisco Javier de Viggé-Biaundó
La Missione San Francisco Javier de Viggé-Biaundó fu una missione spagnola sulla Penisola della Bassa California nel Messico coloniale del Vicereame della Nuova Spagna. Il luogo è oggi nella municipalità di Loreto nello stato della Bassa California del Sud. La missione fu fondata dai gesuiti nel 1699 con lo scopo di convertire al cristianesimo la popolazione locale dei Cochimí, e fu chiusa nel 1817. Tuttavia la chiesa della missione è tuttora in uso.

## Storia
I gesuiti fondarono la Missione Nuestra Señora de Loreto Conchó nel 1697 a Loreto, ma divenne subito evidente che la località di Loreto aveva troppo poca acqua per essere adatta all'attività agricola e quindi non autosufficiente. I gesuiti seppero dai visitatori Cochimí delle potenzialità della terra vicino alla Sierra de la Giganta.  Nel maggio 1699 Francisco Maria Piccolo, insieme a una dozzina di guide Cochimí e dieci soldati spagnoli, attraversò a cavallo le montagne ed entrò nella valle che i nativi chiamavano Biaundó, a circa 20 chilometri all'interno dal golfo della California. Gli abitanti di un villaggio rurale Cochimí del luogo furono amichevoli e Piccolo battezzò 30 dei loro figli. Nell'ottobre dello stesso anno Piccolo ritornò con un contingente di soldati spagnoli e di nativi convertiti e cominciò a costruire la missione. Il 3 dicembre 1699 Piccolo dedicò la missione e San Francisco Javier (o Xavier) divenne la seconda missione più duratura fondata nella Bassa California. La missione fu abbandonata nel 1701 a causa di una minaccia di ribellione indiana, ma fu ripristinata da Juan de Ugarte nel 1702. Tuttavia gli sforzi per coltivare grano si dimostrarono vani a causa della mancanza di acqua per irrigazione e nel 1710 la missione fu spostata pochi chilometri a sud, nella località ove si trova ora, che aveva acqua disponibile grazie a una sorgente. L'energico Ugarte costruì dighe, acquedotti e fabbricati in pietra. Tra il 1744 e il 1758, Miguel del Barco fu responsabile dell'edificio che era stato chiamato "il gioiello delle chiese della Missione".

## Popolazione nativa
I Cochimí cacciatori-raccoglitori nomadi e seminomadi che vivevano negli aridi deserti e monti della parte centrale della Penisola della Bassa California. Essi erano considerati dai gesuiti come meno inclini alla guerra e più favorevoli alle missioni e ai missionari che i loro vicini meridionali, i Guaycura e i Pericues.

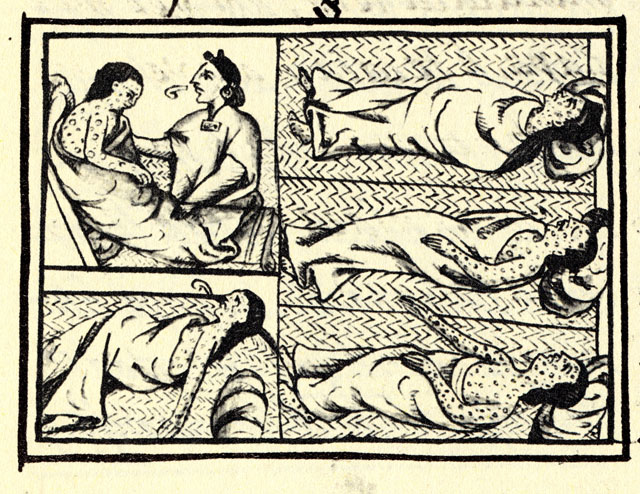
Immagine dal XII libro del Codice fiorentino, scritto tra il 1540 e il 1585, che mostra i Nahua del Messico centrale ammalati di vaiolo durante la colonizzazione europea delle Americhe.

Il cibo fornito dai gesuiti all'inizio portò i Cochimí alla missione, ma nel lungo termine i missionari cercarono di renderli coltivatori e allevatori di animali domestici sedentari.  La concentrazione della popolazione presso le missioni facilitò la diffusione delle malattie europee, quali il vaiolo e morbillo. I danni provocati dalle malattie causarono un costante declino nella popolazione nativa. Nel 1768 la popolazione della missione era di 482 abitanti, ma il numero si ridusse costantemente e nel 1808 erano rimasti solo 83. Nel XIX secolo i Cochimí erano estinti come cultura e popolo identificabile.

## Abbandono
Nel 1817 la missione era deserta. La chiesa fu restaurata ed è oggi mantenuta dall'Istituto Nazionale di Antropologia e Storia del Messico. Il villaggio di San Javier nel luogo della missione aveva no 2 010 131 abitanti. Numerose specie di piante esistono ancora o crescono presso altre missioni: palme da datteri, viti, alberi di limoni e, curiosamente, antichi ulivi.